# Rooftop Sailors
Die Rooftop Sailors sind eine Schweizer Rockband aus der Region Thun im Berner Oberland, die sich in den Bereichen Alternative- und Swagger‑Rock bewegt.

## Geschichte
Gegründet Ende 2013, besteht die Band aus Nevio Heimberg (Gitarre, Gesang), Adrian Bratschi (Schlagzeug, Gesang), Alexander Bratschi (Bass, Gesang) und Maurice Rupp (Gitarre, Gesang).

## Musikstil und Bühnenshow
Charakteristisch für die Rooftop Sailors ist ihr energiegeladener Bühnenstil: eine Mischung aus tightem Zusammenspiel und rauer Wildheit, gepaart mit eingängigen Riffs und charismatischen Vocals – oft beschrieben als „Swagger‑Rock mit Walk‑Like‑A‑Badass‑Attitüde“. Doch die vier Bandmitglieder experimentieren auch mit Pop, EDM und Hip-Hop Einflüssen, stets kombiniert mit den für sie typischen breiten Gitarrensounds. Ein weiteres Merkmal der Band ist ihre Bühnenpräsenz und ihre zum Teil komödiantische Interaktion mit dem Publikum.

## Alben und Singles
- 2015: Erste EP „Setting Sails“ veröffentlicht
- 2016–2018: Auftritte bei verschiedenen Festivals (z. B. Taubertal in Deutschland) und eine zweiwöchige Tour durch Deutschland und Grossbritannien.
- 2017: Zweite EP Dead Water erscheint im September mit Videoauskopplungen zu „Hollow Head“ und „Above the Fold“.
- 2019: Start eines Single‑Marathons mit fünf Singles, darunter „Second Hand Love“.
- 2021: Debütalbum Kaleidoscope, veröffentlicht am 5. November – thematisiert Kontraste und Alltagsrealität mit kritischen Texten und einer rebellischen Attitüde.
- 2023: Veröffentlichung von fünf Singles der Folgeproduktion; die Singles „New High“ und „Shivers“ werden auf SRF 3 in der Tagesrotation gespielt.
- 2024: Zweites Album Retroslave erscheint am 16. Februar – mit stärkeren Disco‑Vibes in Kombination mit rockigen Gitarren und introspektiven Texten. Das Album bringt der Band das offizielle Gütesiegel der schweizerischen Rundfunkes; das SRF kürt sie zum 'Best Talent Februar 2024'.[3]
- 2025: Bereits im November 2024 begann die Band wieder einen Single-Marathon, welcher sich auch durchs ganze Jahr 2025 erstreckte. Des Weiteren spielten die vier Berner ihre zweite DE-Tour „Trnches-Tour“ im April 2025. Die veröffentlichten Singles gab die Band zusammengefasst als EP (und auch noch mit drei unveröffentlichten Tracks) unter dem Namen „Chromasonic“ heraus.

## Live‑Aktivitäten und Tourneen
Die Rooftop Sailors treten regelmässig in der Schweiz und im deutschsprachigen Ausland auf. Zu den von ihnen wohl grössten gespielten Bühnen gehören Namen wie das 'Gurtenfestival', das 'Taubertal-Festival', das 'Openair Lumnezia', 'Moon and Stars Locarno', 'Stars in Town Schaffhausen', und das 'Sound of Glarus'.

## Rezeption
Musikredakteure loben die Band für ihren handgemachten, international klingenden Sound, der mit hochwertigem Rock mithalten könne. Die Single „501“, wie auch andere Songs, wird mit Bands wie Nothing But Thieves und Royal Blood verglichen und als „authentisch mit eigener Handschrift“ beschrieben. Des Weiteren scheint die Band als Live-Act kontinuierlich auffallend gut aufgenommen zu werden.

## Auszeichnungen
- Im Februar 2024 von SRF 3 zum „Best Talent“.[3]

## Diskografie

### Studioalben
- Kaleidoscope (Horse on the Grill, November 2021)[5]
- Retroslave (Horse on the Grill, Februar 2024)
- Shivers (Horse on the Grill, 2024)

### EPs
- Mazes and Dead Ends (2015)
- Dead Water (Eigenveröffentlichung, 2017)
- Uranium (Eigenveröffentlichung, 2020)
- Chromasonic (2025)